# Daniel Giraud Elliot
Daniel Giraud Elliot (7 de março de 1835 - 22 de dezembro de 1915) foi um zoólogo americano.
Elliot foi um dos fundadores do Museu Americano de História Natural em Nova Iorque, da American Ornithologists' Union e da Société Zoologique de France. Também foi curador de zoologia do Museu Field de História Natural em Chicago.
Elliot usou sua riqueza para publicar uma séria de livros coloridos sobre aves e outros animais. Também escreveu o próprio texto e convocou artistas como Joseph Wolf e Joseph Smit, ambos trabalharam com John Gould, para fornecer as ilustrações. O livro incluiu A Monograph of the Phasianidae (Family of the Pheasants) (1870–72), A Monograph of the Paradiseidae or Birds of Paradise (1873), A Monograph of the Felidae or Family of Cats (1878) e Review of the Primates (1913).
Em 1899, Elliot foi convidado para se juntar a Harriman Alaska Expedition para estudar e documentar a vida selvagem do litoral do Alaska.